# Губе, Андрей Игнатьевич

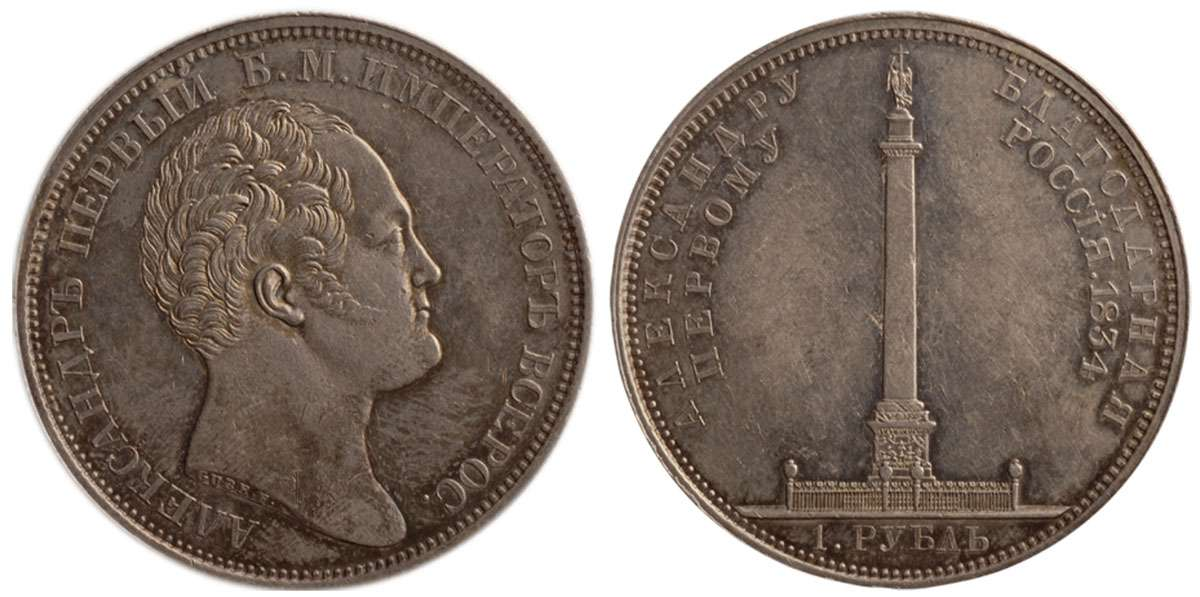
Рубль с портретом Александра I в честь открытия Александровской колонны 1834 года

Андрей Игнатьевич Губе (иногда, ошибочно, Андрей Иванович; Генрих Губе; нем. Heinrich Gube; 10 марта 1802, Бреслау — 29 июня 1848, Санкт-Петербург) — медальер Санкт-Петербургского монетного двора.

## Биография

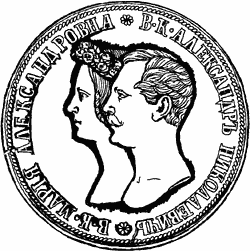
«Свадебный рубль». Монета выпущена к свадьбе великого князя Александра Николаевича и Марии Александровны в 1841 году

Будущий медальер родился в немецкой семье в королевстве Пруссия в городе Бреслау (ныне Вроцлав, Польша). Своему искусству учился в Берлине у медальера Г.-Б. Лооса. В 1830 году, в возрасте около 28 лет, Губе, по рекомендации Лооса был приглашён в Санкт-Петербург министром финансов Российской империи графом Е. Ф. Канкриным, в ведении которого находился Санкт-Петербургский монетный двор.
По прибытии в Санкт-Петербург, Губе именным указом был назначен главным медальером. В России Губе проработал 18 лет, с 1830 по 1848 год, занимал должность старшего медальера. Губе стал автором штемпелей целого ряда российских монет и более 20 медалей, созданных в это время.
Среди медалей можно отметить:
- Медаль в память освящения Смольного собора (1835)
- Медаль в честь мецената генерал-майора М. П. Бахтина (1836)
- Медаль в память открытия Пулковской обсерватории (1839)
- Медаль в честь министра народного просвещения графа С. С. Уварова (1843)
- Медаль в честь начальника Монетного двора Е. И. Еллерса (1843)

Среди монет:
- Памятный рубль 1834 года в честь открытия Александровской колонны
- Памятный рубль 1839 года в честь открытия Бородинского памятника (по другим данным, монета имела номинал полтора рубля)[1]
- Десять рублей образца 1836 года с портретами Николая I и Александры Фёдоровны
- Свадебный рубль 1841 года в честь бракосочетания принцессы Марии Гессенской и цесаревича Александра Николаевича.

Помимо работы на монетном дворе, Губе преподавал медальерное дело в медальерном классе горно-технической школы при Технологическом институте.
Подписывал свои работы: «GUBE F.» («Губе исполнил»), «H. GUBE F.» («Г. Губе исполнил»), «H.G.F.» («Генрих Губе исполнил») или «РѢЗАЛЪ А. ГУБЕ».
Скончался в Санкт-Петербурге в 1848 году.